# Caitlin Kat
Pour les articles homonymes, voir Kat (homonymie).
Caitlin Kat, née le 2 avril 1993, est une nageuse sud-africaine. 

## Carrière
Caitlin Kat obtient la médaille d'or du 200 mètres nage libre, du 400 mètres nage libre et du relais 4 x 200 mètres nage libre aux Championnats d'Afrique de natation 2016 à Bloemfontein.